# Istroromanesos
Els istroromans o istroromanesos (endònim: rumeni, rumâri o rumêri), també anomenats ćiribirci, ćići, i vlahi per la població local, són un petit grup ètnic valac que viu en una àrea petita al nord-est del Comtat d'Ístria, a la vila de Žejane, a l'altiplà oriental de la muntanya Ćićarija, i altres viles de la regió del llac Čepić a l'oest del Mt. Učka.
Segons el cens de població croat de 2001 hi havia només 48 parlants d'istroromanès al comtat d'Ístria. En el cens croat de 2011, Ístria tenia 49 romanesos i 6 valacs. Constitueixen un grup separat dels aromanesos morlacs de Dalmàcia, també a Croàcia.

## Història

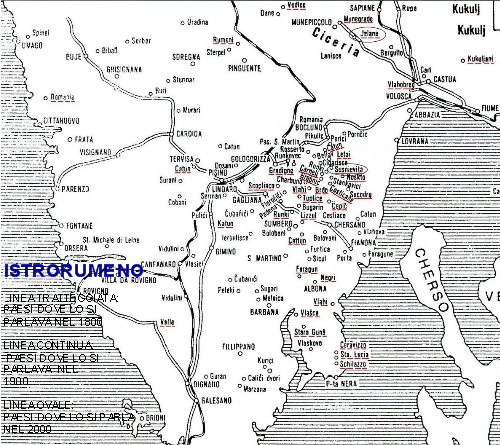
Les viles de Šušnjevica i Žejane (encerclada), habitades per istroromanesos.

La presència de valacs a Ístria no consta fins al 1329. Abans, el 1181, la comtessa Ermessinda va fer donació d'algunes terres al Friül que podrien haver anat a aromanesos, però no està confirmat. El 1329 consta ja la presència d'una comunitat valaca a Ístria anomenada Pinguente. Una segona comunitat apareix el 1449 i portava el nom de Buie. Els venecians van donar suport a l'establiment de valacs en les seves possessions de Dalmàcia, i una zona fou anomenada Morlàquia. Unes plagues van despoblar Ístria entre 1412 i 1468, i llavors es van establir grups de morlacs a la península juntament amb valacs que venien d'Albània i altres llocs dels Balcans, i un poble anomenat uskoks, format per eslaus que s'havien llatinitzat i que vivien a la costa; a tots aquestos es van unir emigrants italians sobretot del Friül, i junts van formar una força pirata utilitzada pels venecians contra els otomans. La barreja d'aquests elements i de grups llatins locals que conservaven el seu propi parlar va originar un nou poble, anomenat inicialment cici (en alguns llocs ciribiri) i progressivament istroromans.
Després del 1918 van començar a absorbir els morlacs que restaven a Croàcia. Tot i així el 1991 només 810 persones es van declarar istroromans.

## Assentaments actuals

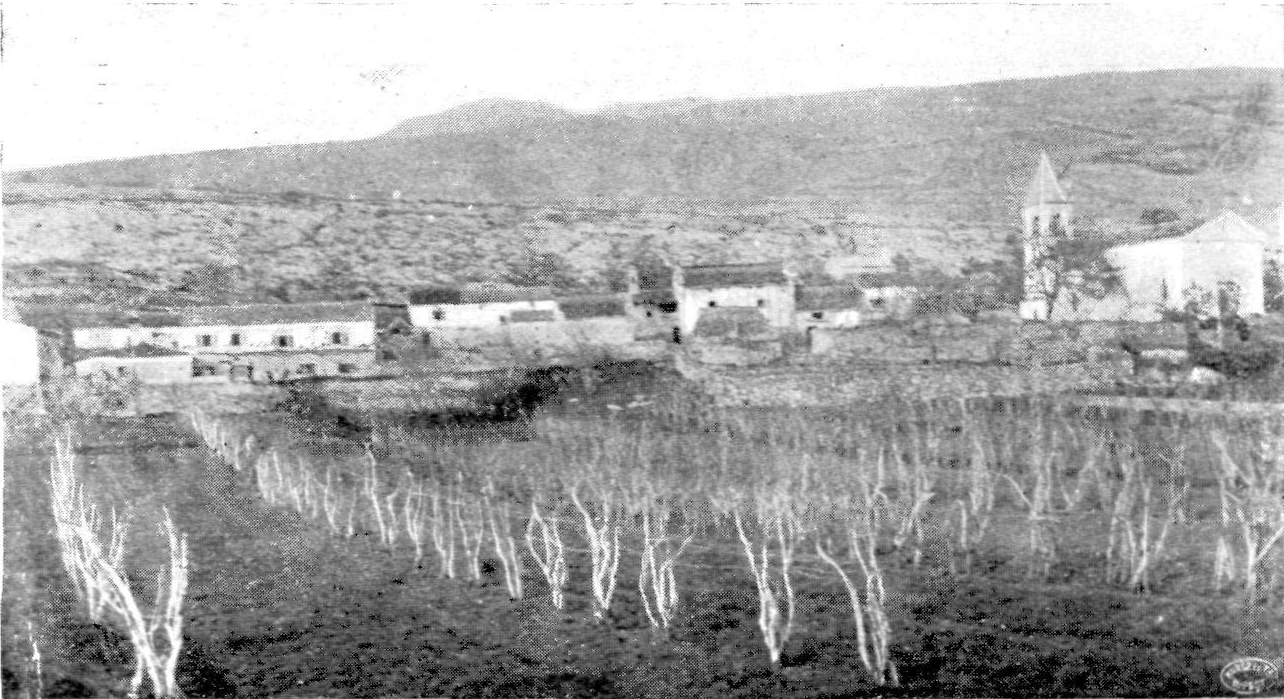
Vista de Suseni (Šušnjevica) en 1906.

- Àrea a la part est del Mont Ćićarija
  - Žejane (istroromanès: Jeiăn), 140 habitants
- Àrea occidental del Mont Učka (històricament: Monte Maggiore) i vora el llac Čepić / Arsa
  - Šušnjevica (Şuşńieviţe, Susńieviţa, istroromanès: Suseni)
  - Nova Vas (Noselo, istroromanès: Sat Nou que vol dir "Nova Vila")
  - Jesenovik (istroromanès: Sucodru, que vol dir "sota les fustes")
  - Kostrčani (istroromanès: Costârceân)
  - Letaj (istroromanès: Letai)
  - Brdo (Berdo / Birdo, istroromanès: Bârdo)